# 블랙 스키머
블랙스키머 ( Rynchops niger )는 제비 갈매기과 에 속하는 스키머 속 Rynchops 에 속하는 3종의 유사한 새 중 하나인 제비갈매기 모양의 바닷새이다. 북미 와 남미 에서 번식한다. 북부 개체군은 카리브해 와 열대 및 아열대 태평양 연안의 따뜻한 물에서 겨울 을 나지만 남미 종족은 강 얕은 곳에서 먹이 영역을 확장하는 연례 홍수에 대응하여 더 짧은 이동만 한다.

## 분류
검은스키머는 스웨덴의 박물학자 칼 린네가 1755년에 발표한 자연계의 10번째 판에 기술되었으며, 린콥스 나이저라는 이명이 붙었다. 속명 Rynchops는 "부리"를 의미하는 고대 그리스어 ῥυγχος/ rhunkhos 와 "자르다"를 의미하는 κοπτω/ koptō 에서 유래되었다. 특정 niger는 "검은색"에 대한 라틴어 단어이다. 블랙 스키머는 Rynchops 속의 세 종 중 하나이다.
세 가지 아종이 있다:
- R.n. 니제르 ( Linnaeus, 1758 ) – 철새, 북미 대서양 연안과 태평양의 남부 캘리포니아 에서 에콰도르 까지 번식
- R.n. cinerascens ( von Spix, 1825) – 더 크고 밑날개는 어슴푸레하며 검은 꼬리까지 흰색 가장자리만 좁고 남미 북부와 북동부와 아마존 분지 에서 번식한다.
- R.n. intercedens ( Saunders, 1895) – 남아메리카 남쪽에서 아르헨티나 중부까지 대서양 연안의 나머지 지역에서 발생

## 설명
블랙 스키머는 세 종의 스키머 중 가장 크다. 몸길이는 40~50cm, 날개폭은 107~127cm이다. 이 종운 212~447g(7.5~15.8온스)의 분포를 보이며, 수컷은 평균 349g(12.3온스) 정도이며, 암컷은 254g(9.0온스)이다. 부리의 기저부는 붉은색을 띠며, 나머지는 주로 검은색을 띠며, 하악골은 길이가 길다. 눈은 짙은 갈색 홍채와 고양이처럼 생긴 수직 눈동자를 갖고 있으며, 새로서는 유일하다. 다리가 빨갛다. 울음소리는 '칵-칵-칵' 짖는 소리다.
번식용 깃털을 가진 성체는 검은 관과 목, 상체를 가지고 있다. 이마와 하체는 흰색이다. 윗날개는 검은색이고 뒷날개는 흰색이고, 꼬리와 엉덩이는 진한 회색이고 가장자리는 흰색이다. 날개 아래의 색은 지역에 따라 흰색부터 어두운 회색까지 다양하다.
비번식성체는 상체가 더 연한 갈색을 띠며, 목덜미는 흰색이다. 미성숙한 새들은 상체가 갈색이고 끝이 흰색이다. 하체와 이마는 희고, 날개 아래는 성체이다.

## 행동과 생태

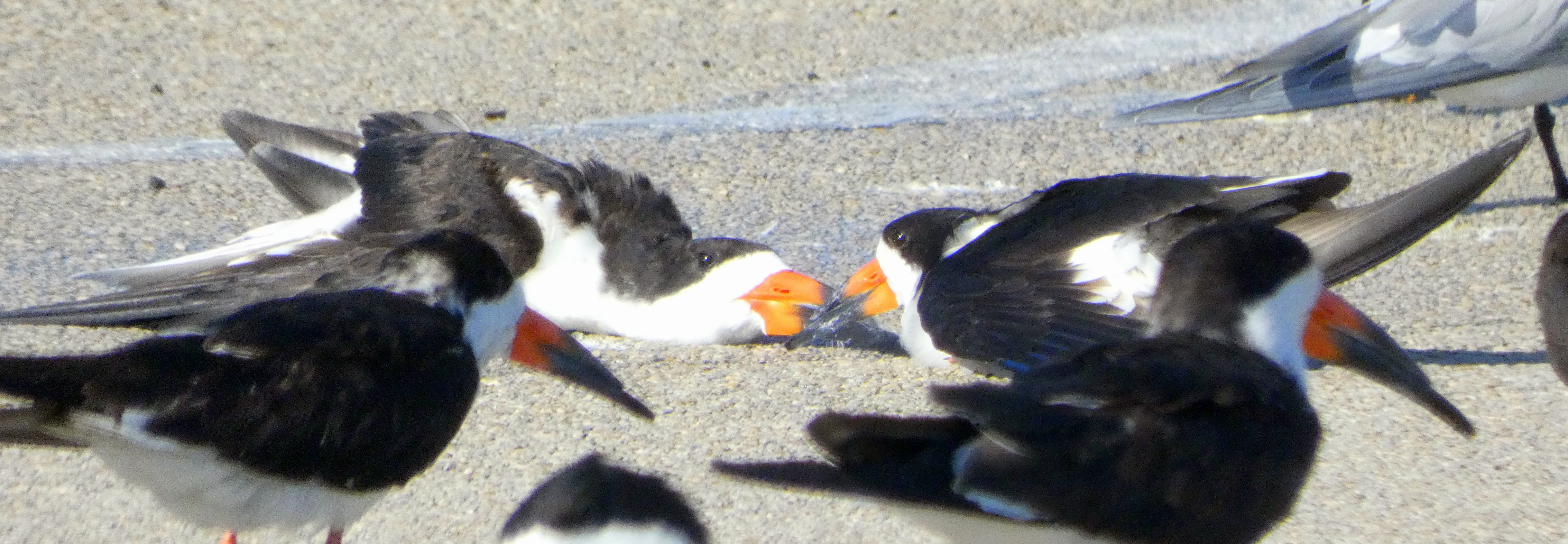
스키머들이 모래톱에서 무리지어 빈둥거리고 있다. 스키머는 종종 바닥에 평평하게 눕는다.

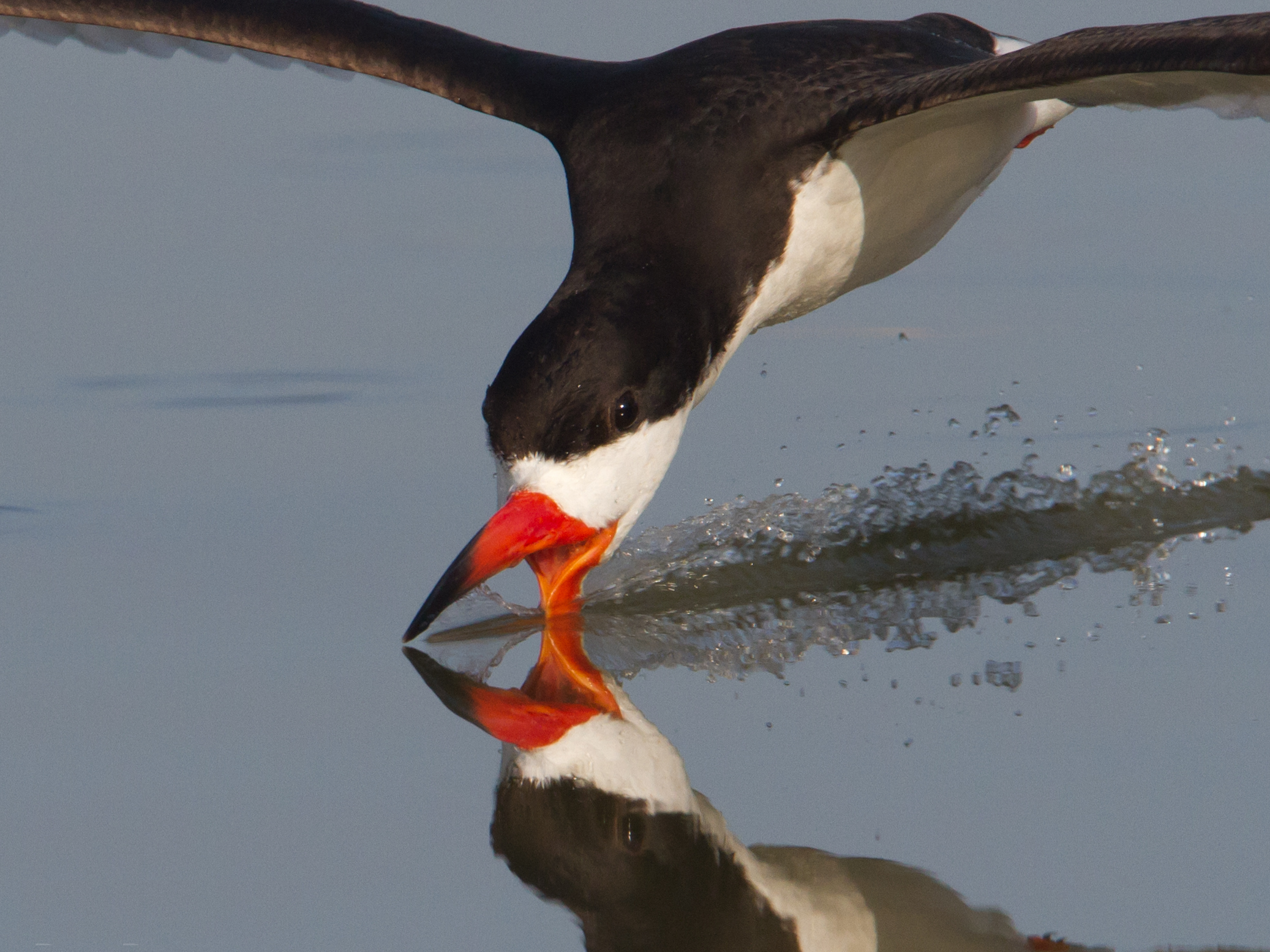
물에서 먹이기, 텍사스

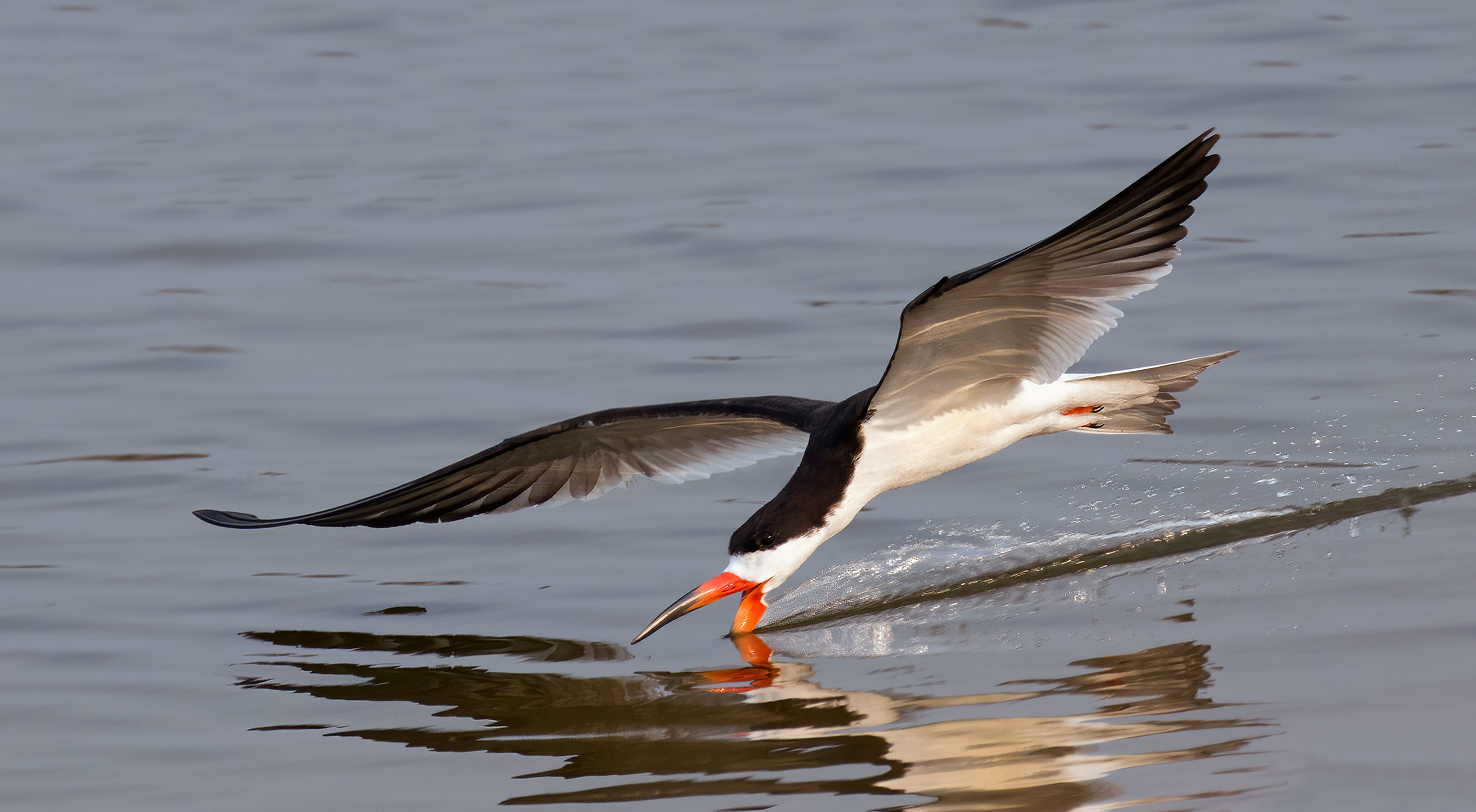
먹이주기, 브라질

그들은 그들이 자주 찾는 강, 해안 및 석호의 모래톱에서 무리지어 빈둥거리며 많은 시간을 보낸다.

### 번식
아메리카 대륙의 모래톱과 모래사장에서 느슨한 무리를 지어 번식하며, 암수 모두 3~7개의 짙은 반점이 있는 담황색 또는 푸르스름한 알을 품는다. 병아리들은 부화하자마자 둥지를 떠나 부모에 의해 높은 온도로부터 그늘진 둥지의 움푹 패인 곳이나 눈에 띄지 않게 누워 있다. 그들은 때때로 모래에 자신의 움푹 패인 곳을 파기도 한다. 부모들은 낮에는 거의 먹이를 주지 않고, 밤에는 가끔 먹이를 준다. 하악골의 길이는 부화할 때 모두 같으나, 성장하며 급격히 불균등해진다.

### 먹이주기
스키머들은 긴 날개의 일정한 비트와 함께 가볍고 우아한 비행을 한다. 주로 큰 무리를 지어 먹이를 먹으며, 낮이나 밤에 (중요한 순서로) 작은 물고기, 곤충, 갑각류, 연체동물을 찾아 아래턱으로 물 위를 낮게 날아다닌다. 식용어종으로는 오돈테스테시스, 브레보르티아오레아, 앙초아마리니이, 리켄그라울리스그로시덴스, 엔그라울리스산초이타, 포마토무스살타트릭스, 무길케팔루스, 펀둘루스 헤테로클리투스, 앙초아미첼리 등이 있다.

### 개발

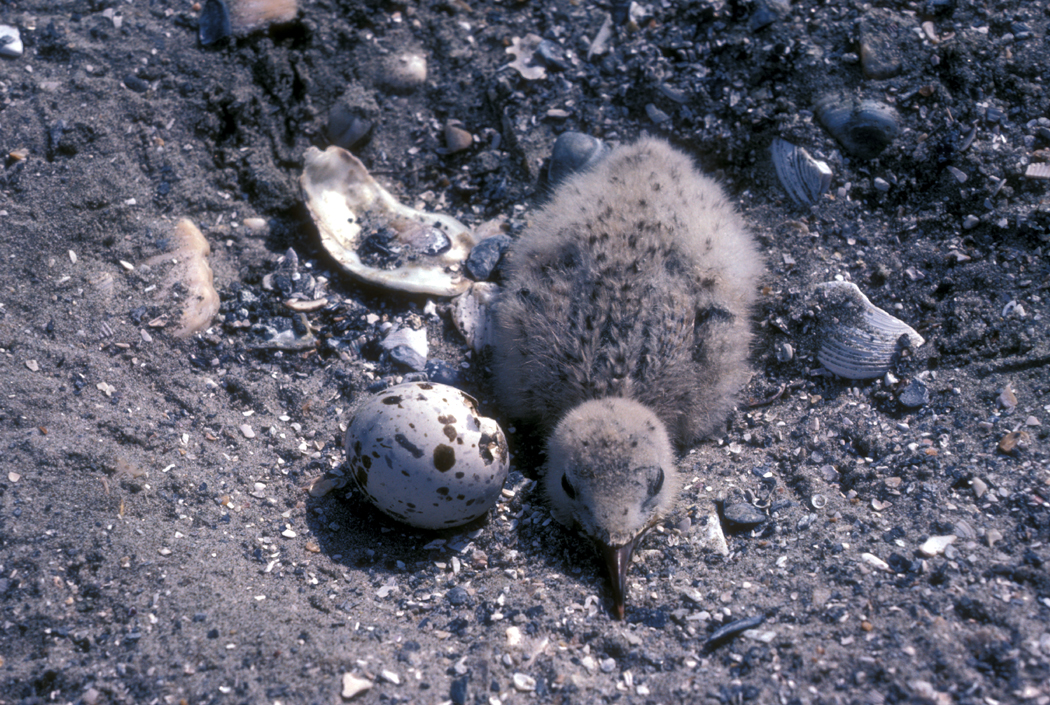
병아리와 알
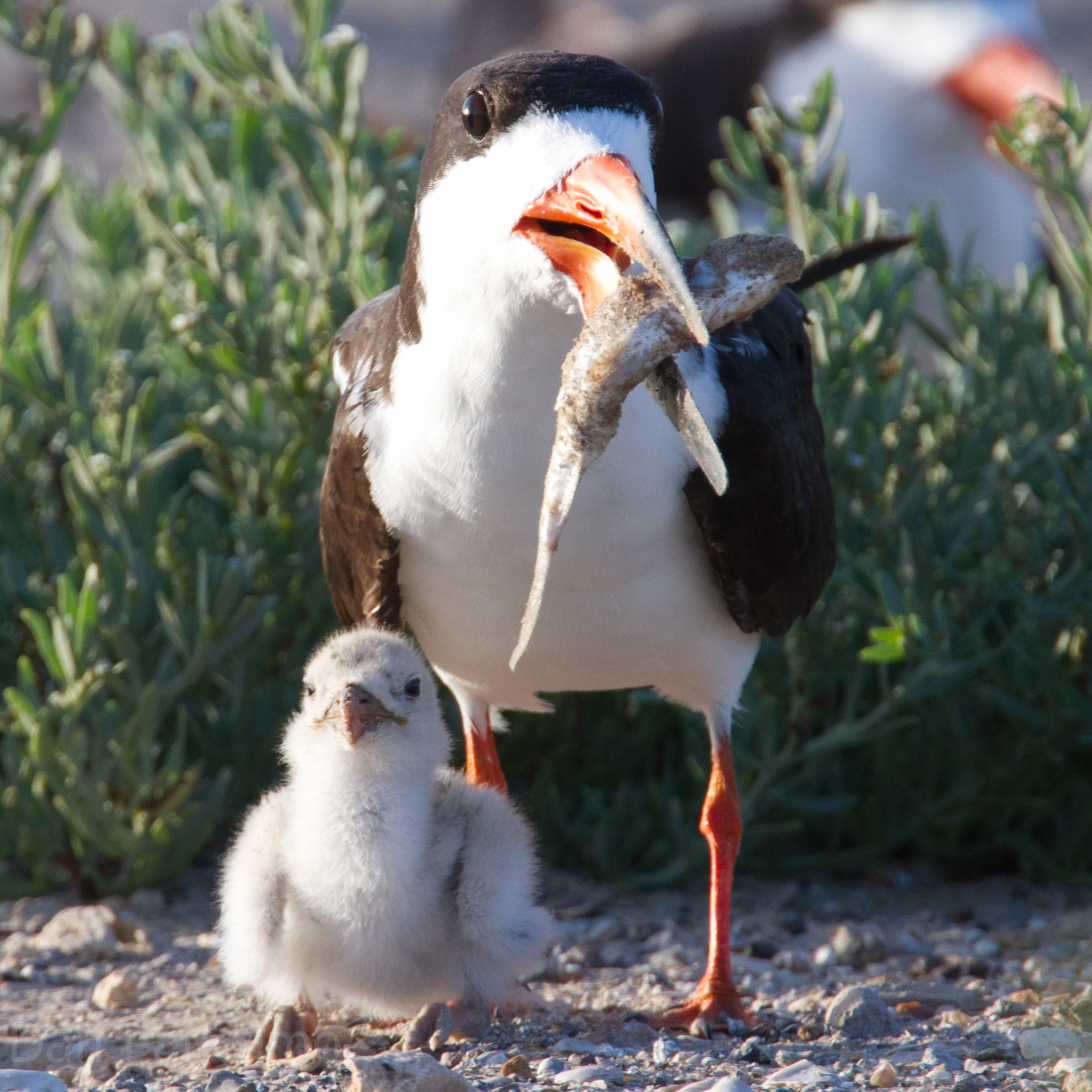
병아리에게 먹이를 주는 성체
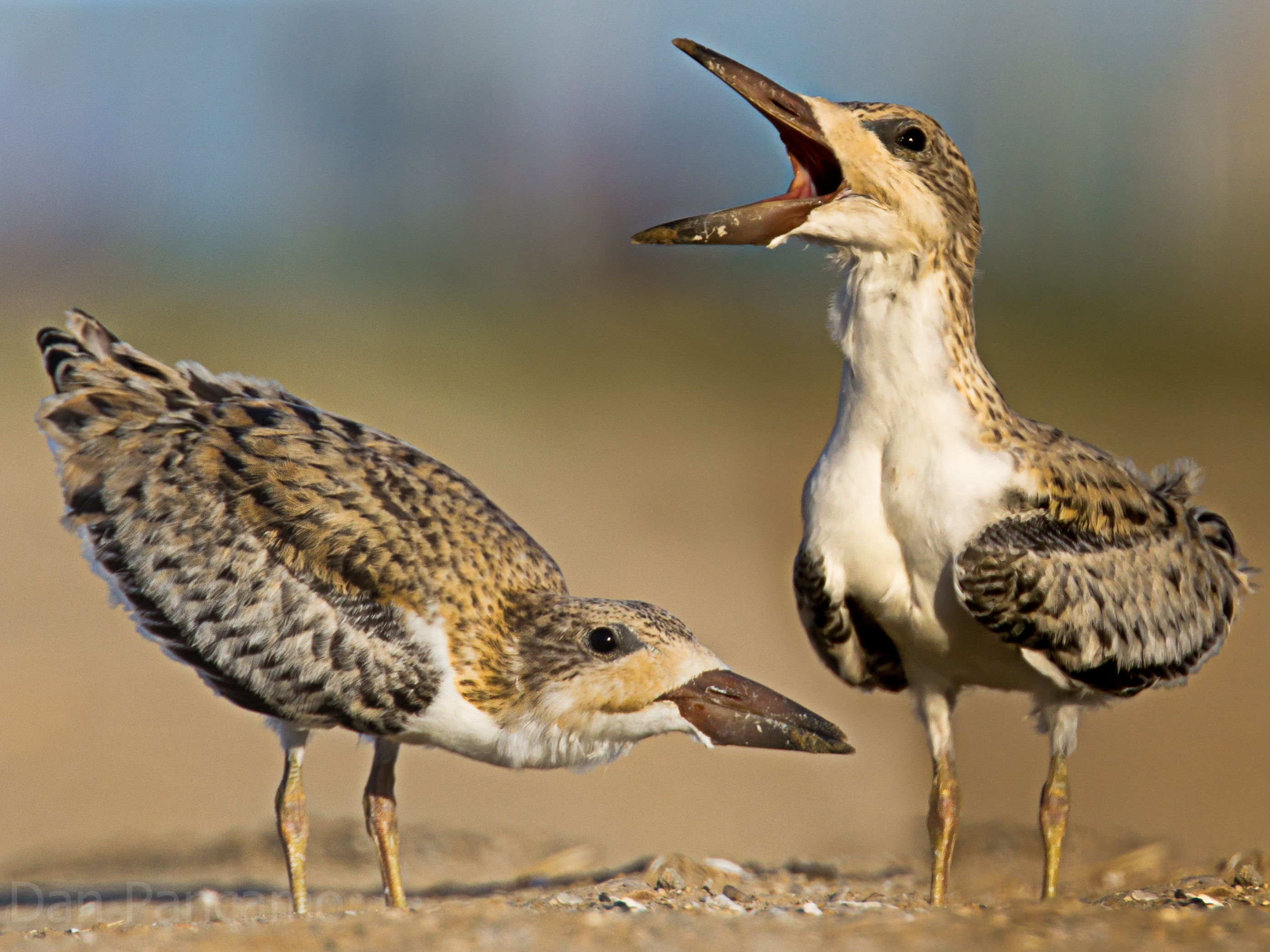
4주만에 청소년이 된다. 그들은 날개와 몸에 흰색 반점 무늬가 있어 성체와 구별된다.
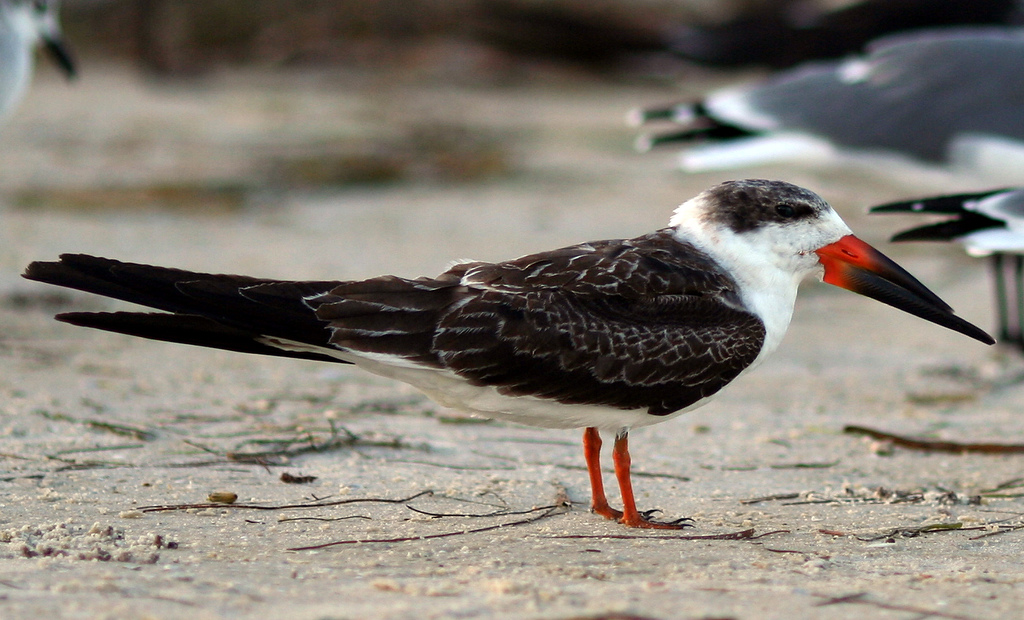
성인 겨울 깃털

## 노트
1. ↑  BirdLife International (2016). "Rynchops niger". IUCN Red List of Threatened Species. 2016: e.T22694256A93442996. doi:10.2305/IUCN.UK.2016-3.RLTS.T22694256A93442996.en. Retrieved 12 November 2021.
2. ↑  Linnaeus, Carl (1758). 《Systema Naturae per regna tria naturae, secundum classes, ordines, genera, species, cum characteribus, differentiis, synonymis, locis》 (라틴어) 1 10판. Holmiae:Laurentii Salvii. 138쪽.
3. ↑  Jobling, James A. (2010). 《The Helm Dictionary of Scientific Bird Names》. London: Christopher Helm. 270, 344쪽. ISBN 978-1-4081-2501-4.
4. 1 2  Gill, Frank; Donsker, David, 편집. (2019). “Noddies, gulls, terns, auks”. 《World Bird List Version 9.2》. International Ornithologists' Union. 2019년 6월 24일에 확인함.
5. ↑  “Black Skimmer Life History, All About Birds, Cornell Lab Of Ornithology”. 2011.
6. ↑  CRC Handbook of Avian Body Masses by John B. Dunning Jr. (Editor).
7. 1 2 3  Gochfeld, M.; Burger, J.; Lefevre, K. L. (2020년 3월 4일).  Billerman, Shawn M, 편집. “Black Skimmer (Rynchops niger)”. 《Birds of the World》 (Cornell Lab of Ornithology, Ithaca, NY). doi:10.2173/bow.blkski.01. 2021년 9월 23일에 확인함.
8. 1 2  Kaufman, Kenn (2014년 11월 13일). “Black skimmer (Rynchops niger)”. 《Guide to North American Birds》. Audubon. 2021년 9월 23일에 확인함.
9. ↑  Mariano-Jelicich, R; Favero, M.; Silva, M.P. (February 2003). “Fish Prey of the Black Skimmer Rynchops Niger at Mar Chiquita, Buenos Aires Province, Argentina” (PDF). 《Marine Ornithology》 31: 199–202. 2009년 6월 29일에 확인함.
10. ↑  “Rynchops niger (Black skimmer)”.

## 참조
- ffrench, Richard (1991). 《A Guide to the Birds of Trinidad and Tobago》 2판. Comstock Publishing. ISBN 0-8014-9792-2.
- Hilty, Steven L (2003). 《Birds of Venezuela》. London: Christopher Helm. ISBN 0-7136-6418-5.
- A guide to the birds of Costa Rica by Stiles and Skutch ISBN 0-8014-9600-4
- Seabirds by Harrison, ISBN 978-0-7136-3510-2